# Samuel Goldflam
Samuel Goldflam (hebr. שמואל גולדפלם, ur. 3 lutego?/15 lutego 1852 w Warszawie, zm. 26 sierpnia 1932 w Otwocku) – polski lekarz neurolog pochodzenia żydowskiego. Opisał miastenię (znaną też jako choroba Erba-Goldflama) i chromanie przestankowe, z jego nazwiskiem związany jest objaw Goldflama. Działacz społeczny, kolekcjoner i mecenas sztuki. Właściciel bezpłatnej polikliniki dla ubogich chorych działającej w Warszawie od 1883 do 1922. Współzałożyciel i dyrektor od 1908 do 1926 Zakładu dla Nerwowo i Psychicznie Chorych Żydów „Zofiówka” w Otwocku. Członek wielu towarzystw naukowych i dobroczynnych. Autor około stu publikacji.

## Życiorys
Samuel Goldflam urodził się w Warszawie, jako syn warszawskiego kupca Wolfa Goldflama (1829–1916). Wolf Goldflam był subiektem handlu i prowadził skład „Nouveautés” przy placu Żelaznej Bramy.
Uczęszczał do I Gimnazjum w Warszawie (przy ul. Nowolipki). Po ukończeniu gimnazjum w 1869 roku studiował w latach 1870–1875 na wydziale lekarskim Cesarskiego Uniwersytetu Warszawskiego. W 1875 uzyskał dyplom lekarza i zaczął pracę w klinice chorób wewnętrznych w Szpitalu św. Ducha u Viléma Dušana Lambla. W 1876 przyjmował pacjentów w swoim mieszkaniu na Elektoralnej 29. Od 1876 do 1883 pracował jako asystent I Katedry i Kliniki Terapeutycznej Cesarskiego Uniwersytetu Warszawskiego. W 1878 został etatowym ordynatorem. W tym czasie przyjmował też pacjentów w bezpłatnej poliklinice przy ul. Długiej.
W 1882 wyjechał za granicę, gdzie uczył się u Carla Westphala w Berlinie i Jean-Martina Charcota w Paryżu. Po powrocie podjął pracę na dawnym stanowisku w klinice Lambla.
W Warszawie otworzył bezpłatną poliklinikę chorób wewnętrznych i neurologicznych dla niezamożnych chorych w swoim mieszkaniu przy ul. Granicznej 10. W trzech pokojach, z pomocą kilku młodych wolontariuszy, prowadził ją na własny koszt przez prawie cztery dekady (od 1883 do 1922). Uczniami i współpracownikami Goldflama w jego poliklinice byli Salomon Bernstein (współwłaściciel kliniki od 1906), Zygmunt Bychowski, Henryk Higier, Samuel Meyerson, Feliks Winawer, Aleksander Tumpowski, Maurycy Urstein, Zygmunt Srebrny, Leon Prusak, Natalia Lichtenbaum-Szpilfogiel, Anna Braude-Hellerowa, Maksymilian Biro, Jakub Lipsztat, Maksymilian Flaum i inni.
Od 1922 do 1932 był wolontariuszem na oddziale neurologicznym Szpitala na Czystem.
Z Edwardem Flatauem doprowadził do utworzenia Naukowego Instytutu Patologicznego przy Szpitalu na Czystem w Warszawie. Był organizatorem Warszawskiego Towarzystwa Lekarskiego, jednym z założycieli Warszawskiego Towarzystwa Neurologicznego i pierwszym jego prezesem (1921–1923), członkiem czynnym Towarzystwa Naukowego Warszawskiego (1908), członkiem honorowym Lubelskiego Towarzystwa Lekarskiego (1905), członkiem honorowym Polskiego Towarzystwa Medycyny Społecznej, współtwórcą „Warszawskiego Czasopisma Lekarskiego”. W 1923 roku został wybrany z tzw. „listy demokratycznej” do warszawskiej Izby Lekarskiej; Kurjer Poznański donosił, że na 54 członków w radzie było wtedy 8 lekarzy pochodzenia żydowskiego.
Członek komitetu redakcyjnego i gremium wydawniczego „Neurologii Polskiej” od początku wydawania w 1910 do 1917. VI tom „Neurologii Polskiej” (1922) był poświęcony Goldflamowi, z okazji jego 70. urodzin.
Utrzymywał kontakt z Babińskim w Paryżu. Należał do Association française pour l'avancement des sciences.
Jego przyjacielem, wieloletnim współpracownikiem, a także pacjentem był Edward Flatau. Goldflam był w komitecie wydawniczym Księgi Jubileuszowej Edwarda Flataua, cztery lata później wygłosił przemówienie na jego pogrzebie.

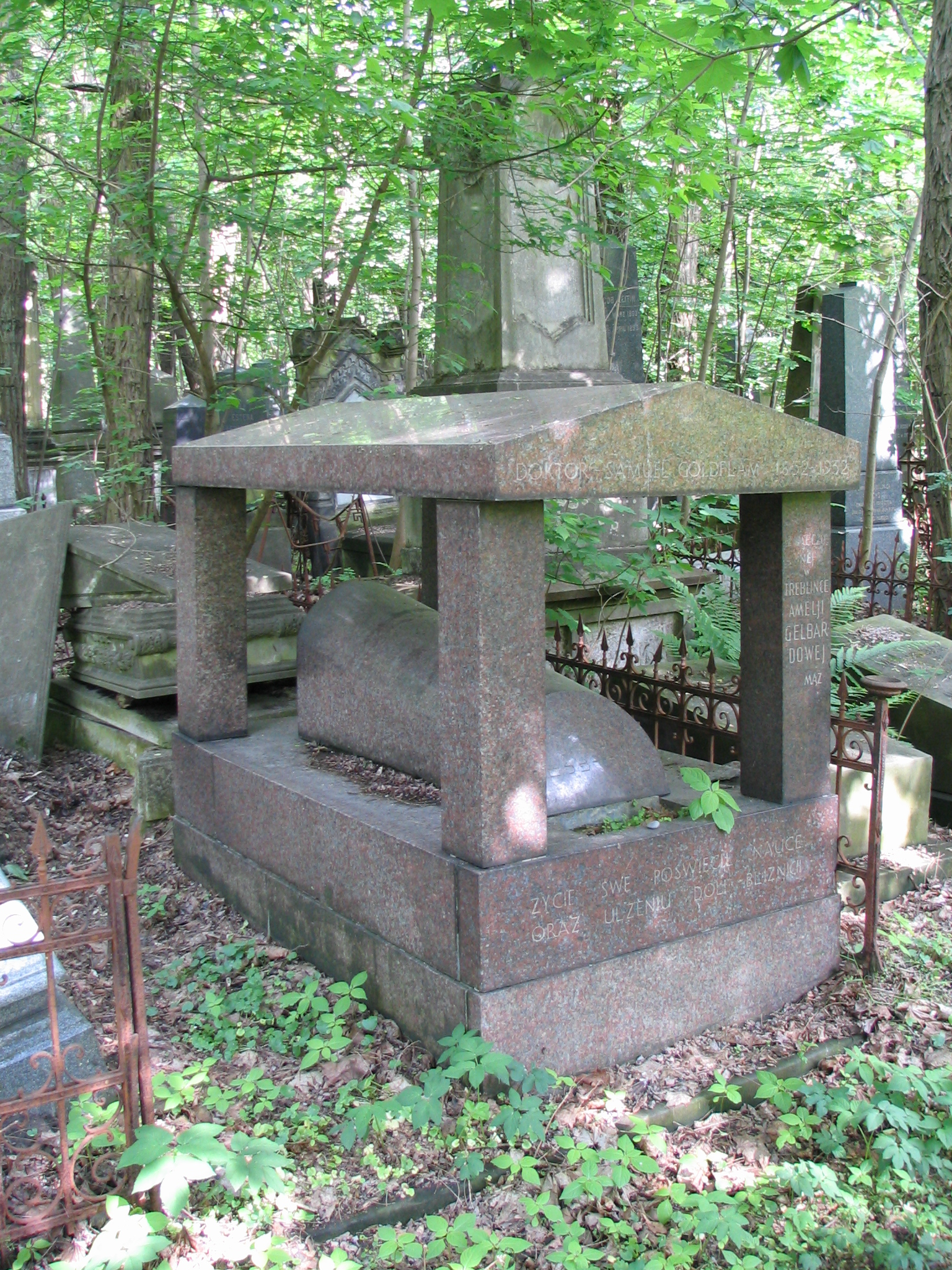
Grób Samuela Goldflama na cmentarzu żydowskim przy ulicy Okopowej w Warszawie

Nie założył rodziny i żył samotnie.

## Działalność społeczna i charytatywna
Goldflam prowadził szeroką działalność społeczną. Jego współpracownikami na tym polu byli m.in. Janusz Korczak i Gerszon Lewin. Poza wieloletnią pracą społeczną w prowadzonej przez siebie poliklinice, doprowadził do ponownego otwarcia Szpitala dla Dzieci im. Bersonów i Baumanów w Warszawie. Utworzył szpital dla psychicznie chorych „Zofiówka” w 1908 roku i był jego dyrektorem do 1926 roku.
Był prezesem i współzałożycielem Towarzystwa Przyjaciół Dzieci (1916, razem z Anną Braude i Maurycym Mayzlem), współzałożycielem Towarzystwa Szerzenia Oświaty „Daath”, prezesem Warszawskiego Biura Emigracyjnego dla emigrantów żydowskich, honorowym przewodniczącym Towarzystwa Ochrony Zdrowia Ludności Żydowskiej, współzałożycielem Towarzystwa Opieki nad Chorymi Nerwowo i Umysłowo Ubogimi Żydami, członkiem Towarzystwa Przeciw Nędzy Wyjątkowej „Bajs-Lechem”, członkiem Towarzystwa Niesienia Pomocy Żydom Ofiarom Wojny, prezesem Komitetu Warszawskiego i członkiem Centralnego Komitetu Stowarzyszenia Pomocy Studentom Żydom w Polsce „Auxilium Academicum Judaicum”, pierwszym honorowym członkiem Zrzeszenia Lekarzy Rzeczypospolitej Polskiej.

## Działalność polityczna i syjonistyczna

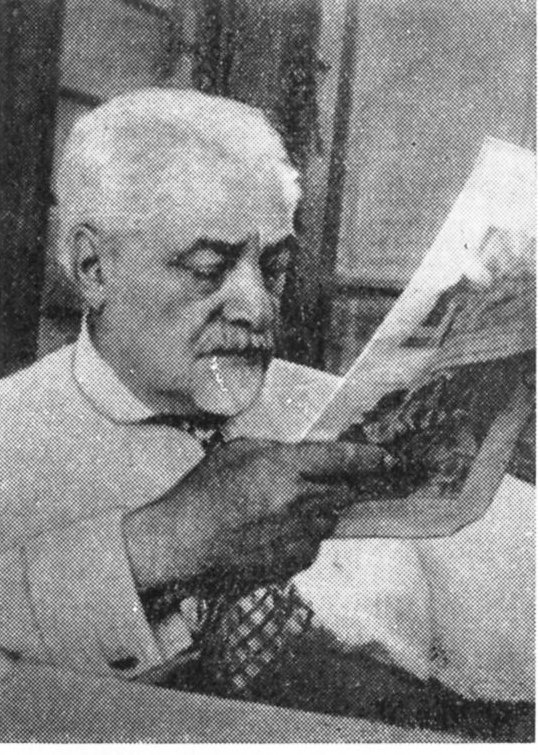
Samuel Goldflam

Przewodniczący organizacji Niezależnych Żydów. Asesor Towarzystwa Szerzenia Prawdziwych Wiadomości o Żydach. W 1916 roku wybrany do Rady Miejskiej miasta Warszawy z listy Zrzeszenia Żydowskiego Wyborczego. Mandat pełnił do 1919 roku. Jako radny należał, razem z Leonem Beresonem i Juliuszem Mutermilchem, do tzw. obozu neoasymilatorów, powstałego w Warszawie w 1913 roku. Był kandydatem na posła do Sejmu Ustawodawczego z listy Zrzeszenia Żydowskiego Wyborczego. Z czasem zmienił poglądy na rzecz bliższych syjonizmowi.
Należał do Agencji Żydowskiej i B′nai B′rith. Sygnatariusz aktu założycielskiego Agencji Żydowskiej (14 sierpnia 1929). Członek prezydium Komitetu Organizacyjnego do spraw związanych z rozszerzeniem Agencji Żydowskiej w Polsce. Członek władz organizacji Hechaluc (1929) i centralnego Komitetu Keren Hechaluc. Należał do komitetu organizacyjnego Wystawy Palestyńskiej w Warszawie w 1925 i był współzałożycielem oraz członkiem Zarządu Głównego Towarzystwa Przyjaciół Uniwersytetu Hebrajskiego. Wiosną 1925 był delegatem na uroczystość inauguracji Uniwersytetu Hebrajskiego w Jerozolimie (razem z Borysem Stawskim, Leonem Lewite i Menachemem Elenbergiem). Był członkiem Kuratorium Instytutu Nauk Judaistycznych w Warszawie. Uczestniczył w XVI Kongresie Syjonistycznym w Zurychu w 1929 roku.
W maju 1932 roku uczestniczył m.in. wraz z Józefem Pruchnikiem i Saulem Wagmanem w odczycie w teatrze Nowości pt. Co widzieliśmy w Palestynie.

## Mecenat
Był znany z zamiłowania do muzyki poważnej. Już w 1877 roku „Kurjer Warszawski” ogłaszał, że Samuel Goldflam został wybrany członkiem Komitetu Towarzystwa Muzycznego. Miłośnik Wagnera i Beethovena, był stałym bywalcem warszawskiej Filharmonii.

„(...) był jednym z najlepszych znawców i miłośników Beethovena. Nie zabrakło go nigdy na żadnym koncercie symfonicznym w Warszawskiej Filharmonii. W końcowych rzędach parteru, tuż przy przejściu, z daleka widoczna była charakterystyczna głowa Goldflama, który z przymkniętymi powiekami chłonął piękno muzyki. Wielu wybitnych artystów pierwsze swe kroki na niwie malarstwa, rzeźby i muzyki jemu zawdzięcza. W swoim prywatnym gabinecie przy ul. Granicznej 10 w Warszawie, otoczony pięknymi rzeźbami i cennymi obrazami, wśród stosu książek, pozostawiał Goldflam niezatarte wrażenie na każdym, kto miał zaszczyt zetknąć się z nim bliżej”.

26 września 1932 roku, na akademii żałobnej w salach Rady Miejskiej, orkiestra Filharmonii Warszawskiej odegrała na jego cześć marsza żałobnego z symfonii Eroica.
Należał do Żydowskiego Towarzystwa Krzewienia Sztuk Pięknych, którego był jednym z założycieli. Niektóre wystawy organizowane przez Towarzystwo urządzano w kamienicy Goldflama przy Granicznej 10. Kolekcjonował rzeźby i obrazy. W jego zbiorach znajdowały się m.in. dzieła Władysława Podkowińskiego, Józefa Chełmońskiego, Stanisława Wyspiańskiego, Bronisława Trębacza, Juliana Fałata, Aleksandra Gierymskiego, Maurycego Gottlieba, Wojciecha Kossaka, Jana Stanisławskiego, Franciszka Żmurki, Władysława Loevy′ego, Abrahama Neumanna i Antonio Canovy.
Pomagał w karierze wielu artystów, m.in. Artura Rubinsteina, który w swoich wspomnieniach opisał go kilkukrotnie. Rubinstein wspominał: „Jego ogromna biblioteka i rodzaj książek jakie się w niej znajdowały, świadczyły, że doktor Goldflam to człowiek wszechstronnie oczytany. Rozmowa z nim była nad wyraz interesująca. Poruszaliśmy wszystkie możliwe tematy, ciesząc się, ilekroć znajdowaliśmy kwestie do dyskusji”.
W latach 20. Abraham Ostrzega wyrzeźbił popiersie Goldflama, wystawiane przed wojną w Muzeum im. Mathiasa Bersohna. Zbiory Muzeum uległy zniszczeniu we wrześniu 1939.
W 1900 roku Goldflam napisał list polecający do Emanuela Mendla dla Władysława Reymonta, cierpiącego na „neurastenię pourazową” po katastrofie kolejowej.
Swoją kolekcję sztuki (około dwustu dzieł) zapisał Uniwersytetowi Hebrajskiemu w testamencie sporządzonym w dniu 30 czerwca 1932 roku, ogłoszonym przez Prezesa Sądu Okręgowego w Warszawie dnia 30 sierpnia i tego dnia oddanym do zachowania notariuszowi Tomaszowi Miszewskiemu. Kolekcję umieszczono najpierw w muzeum szkoły artystyczno-rzemieślniczej w Jerozolimie, a potem w Muzeum Izraela. Uniwersytetowi zapisał też swoją bibliotekę. Pianino Mignon i zbiór nut zapisał Państwowemu Konserwatorium Muzycznemu w Warszawie.
Kilka obrazów z kolekcji Goldflama zostało sprzedanych przez Uniwersytet Hebrajski prywatnym nabywcom. Dwa obrazy powróciły w ten sposób do Polski: najpierw Autoportret z kwiatem ostu Malczewskiego, w zbiorach Goldflama od 1916 roku, a następnie Zachód słońca na błotach (Stóg siana) Chełmońskiego.

## Dorobek naukowy

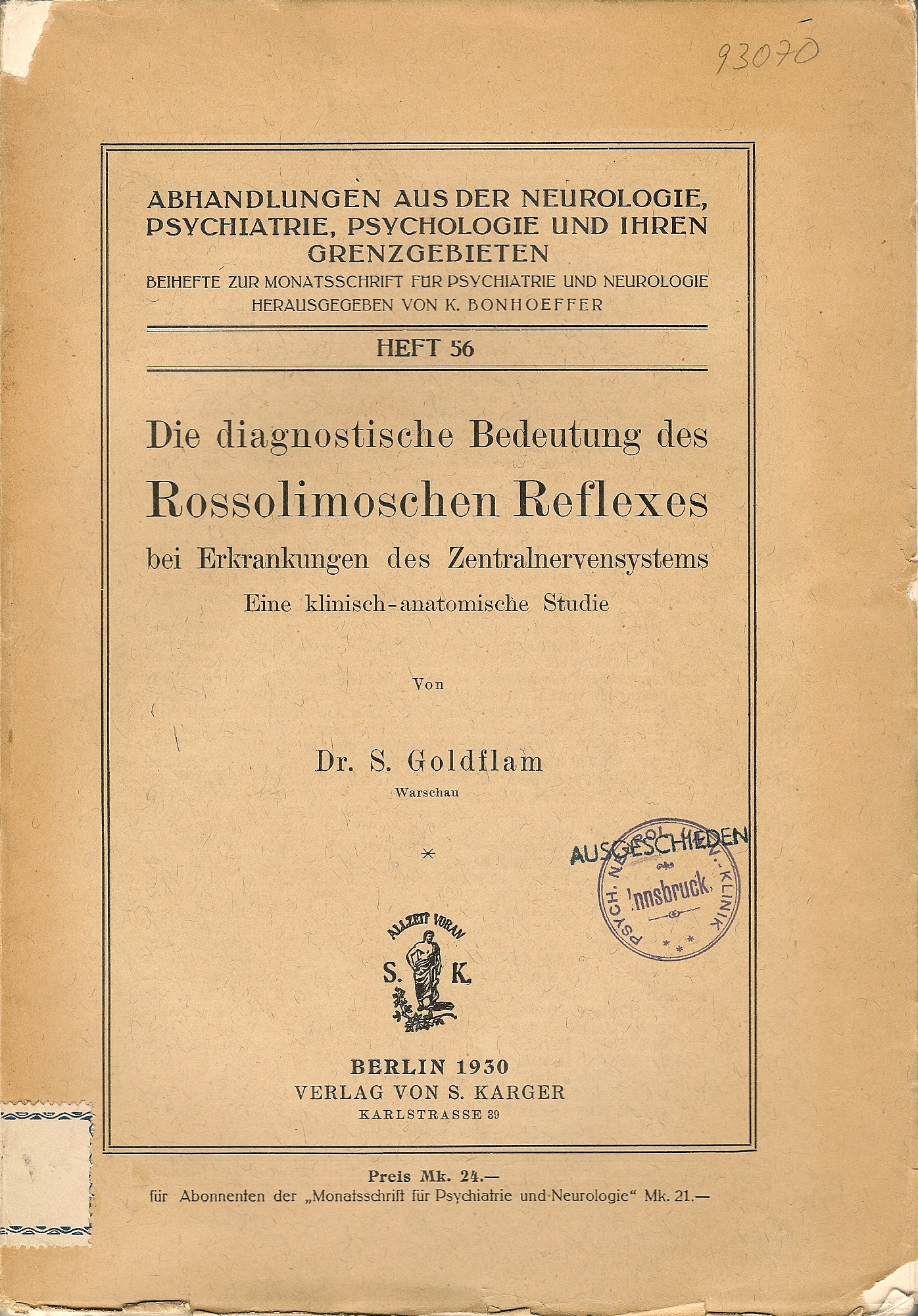
Strona tytułowa monografii Goldflama o odruchu Rossolimo

W dorobku naukowym Goldflama znajduje się blisko sto prac. Najczęściej cytowane dotyczyły miastenii (określanej niekiedy chorobą Erba-Goldflama) i chromania przestankowego. Prace internistyczne Goldflama również są cytowane i do dziś wysoko oceniane. Propozycja zbiorowego wydania jego dzieł, wysunięta przez Bychowskiego w liście do redakcji „Warszawskiego Czasopisma Lekarskiego”, nie doczekała się realizacji. Wiele tomów obejmowały niepublikowane materiały z polikliniki Goldflama, według współczesnych, bogate w ciekawe i doskonale opracowane obserwacje. Po likwidacji polikliniki zostały one przekazane do Oddziału Neurologicznego Szpitala na Czystem, uległy zniszczeniu podczas okupacji niemieckiej.
Jako jeden z pierwszych polskich lekarzy prowadził własne badania mikroskopowe układu nerwowego. W 1893 roku przedstawił na łamach „Deutsche Zeitschrift für Nervenheilkunde” trzy przypadki miastenii i przywołał wcześniejsze prace Erba, Oppenheima, Eisenlohra i Hoppego. Opisał dokładnie przebieg i obraz kliniczny choroby, jej zmienność i rokowanie. W 1902 opisał objaw apokamnozy patognomoniczny dla miastenii. Wkład Goldflama w poznanie miastenii jest podkreślany przez wielu autorów. Henry R. Viets określił pracę Goldflama z 1893 roku jako „pod wieloma względami najważniejszą kiedykolwiek napisaną w historii tej choroby”.
Goldflam jako pierwszy szczegółowo przedstawił obraz kliniczny i hipotezy dotyczące etiologii chromania przestankowego, opisał objaw zblednięcia stopy po wykonaniu nią kilku ruchów czynnych (tzw. objaw Goldflama-Oehlera) występujący w tym schorzeniu. Prawidłowo wskazał nałogowe palenie jako istotny czynnik etiologiczny choroby.
W 1930 podał przebieg łuku odruchowego dla objawu Rossolimo, stwierdzając, że ośrodek odruchu znajduje się w rdzeniu kręgowym na poziomie L5–S1, a ośrodek hamujący w korze zakrętów czołowych i środkowych. Dowodził, że droga zstępująca odruchu nie przebiega zgodnie z drogą piramidową, ale w jej sąsiedztwie w sznurze bocznym rdzenia jako droga pozapiramidowa. Odruchowi Rossolimo poświęcił osobną monografię. Zwrócił się do Zakładu Fizjologii UW kierowanego przez Franciszka Czubalskiego o pomoc w przygotowaniu graficznej prezentacji odruchu; szczegółową pracę na ten temat przedstawił Julian Walawski.
Zajmował się zagadnieniem zaniku odruchu ze ścięgna Achillesa w wiądzie rdzenia. Kilka prac poświęcił badaniu odruchów źrenicznych. Jako jeden z pierwszych stwierdził osłabienie odruchów ścięgnistych i wzmożenie odruchów skórnych w przebiegu cukrzycy.
W 1900 roku opisał objaw wstrząsania nerek, znany dziś jako objaw Goldflama. Objaw do dziś jest bardzo dobrze znany polskim lekarzom i studentom medycyny. Autor opisał sposób sprawdzania objawu następująco:

„Chory z obnażoną i nieco ku przodowi pochyloną górną częścią tułowia stoi lub siedzi, tyłem zwrócony do badającego. Łokciową powierzchnią pięści wykonywa się krótkie, lekkie uderzenia w okolicę lędźwiową, bądź w kierunku prostopadłym ku pokładowi mięśni krzyżo-lędźwiowych, bądź też nieco z boku od nich. Powstaje przytem wstrząśnienie tej okolicy, które u ludzi zdrowych jest zupełnie bezbolesne w przypadkach zaś pewnych chorób nerkowych wywołuje prawie zawsze ból [...]. Omawiany objaw dotąd, o ile się zdaje, nie opisany, jest tylko pomocniczy w szeregu innych, ważniejszych metod badania nerek”.

Niezależnie od Westphala opisał porażenie okresowe, jako pierwszy odnotował rodzinne występowanie tej choroby.
W 1908 roku opisał występujący rodzinnie wrodzony przykurcz (kamptodaktylię) palców dłoni i prześledził zmienność wady w pokoleniach badanej rodziny, podając też jej drzewo genealogiczne. Praca była cytowana w późniejszym piśmiennictwie na temat kamptodaktylii.
W czasie I wojny światowej wyodrębnił chorobę kości i stawów pod nazwą osteoarthropathia dysalimentaria, związaną z przewlekłym niedożywieniem, opisał zmiany radiologiczne w jej przebiegu, podał diagnostykę różnicową i historię naturalną schorzenia.
W latach powojennych zajmował się epidemią zapalenia mózgu von Economo, a potem opisywał jej powikłania, przede wszystkim pozapalny parkinsonizm.
W 1911 przedstawił jeden z pierwszych w polskim piśmiennictwie opisów przypadku nadczynności tarczycy indukowanej jodem (Jodbasedowa) u chorych leczonych dużymi dawkami jodypiny. Praca ukazała się też po niemiecku.
Goldflam stosował nauczanie medycyny przy łóżku chorego, szczególną uwagę poświęcając należytemu badaniu i interpretacji objawów.

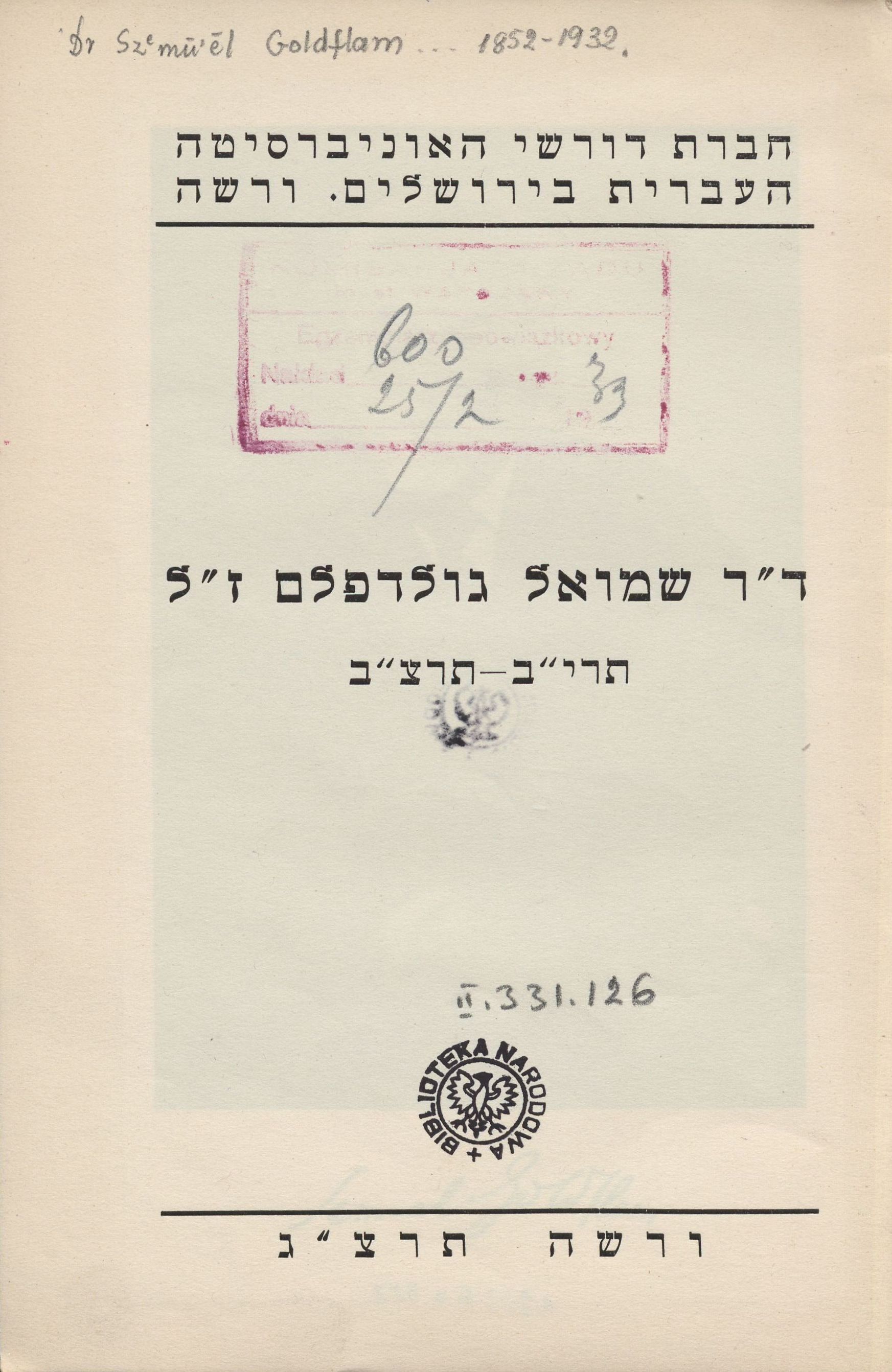
Okolicznościowa publikacja wydana po śmierci Goldflama: strona tytułowa w języku hebrajskim

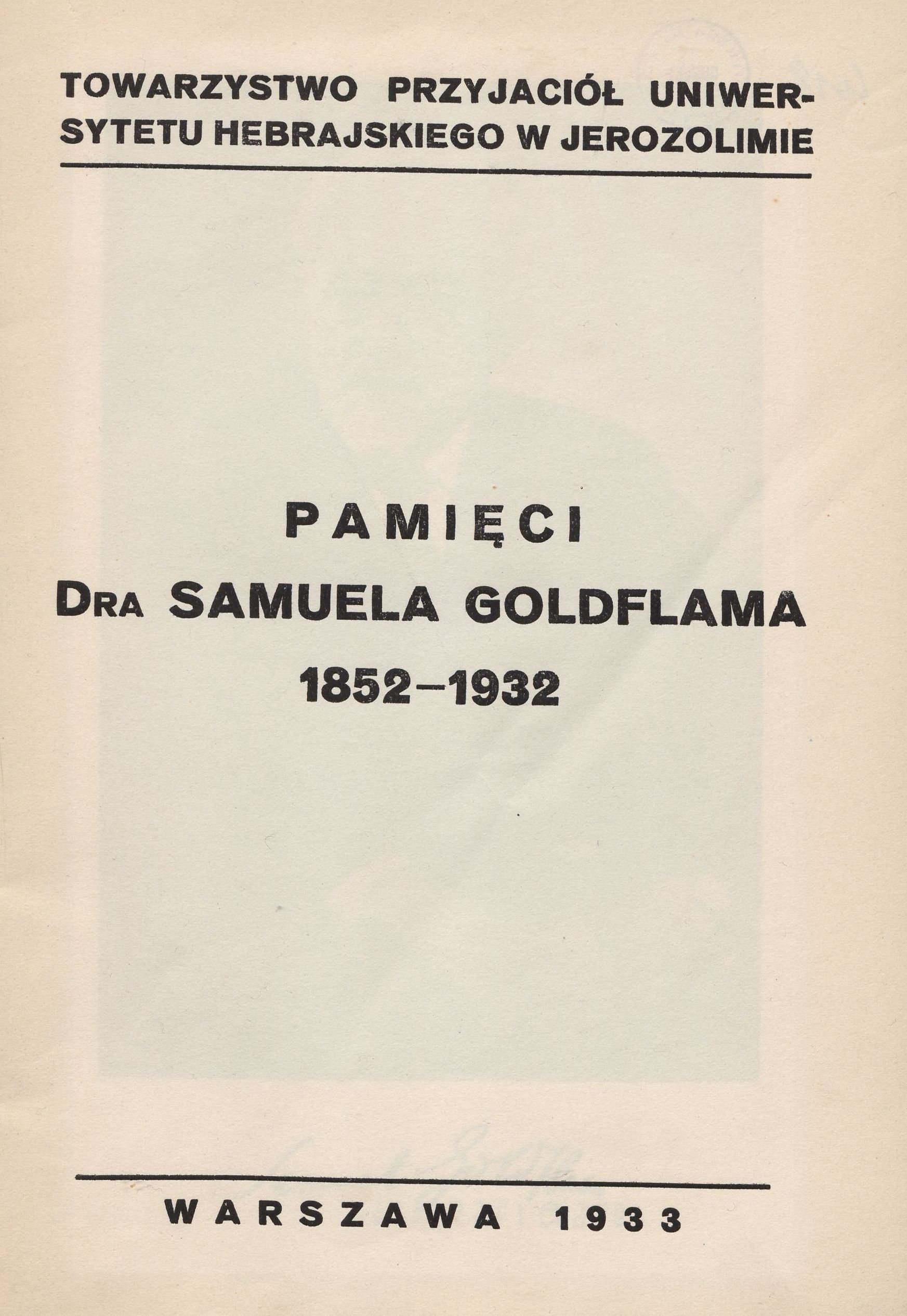
Strona tytułowa w języku polskim

We wspomnieniowym artykule o Goldflamie Eufemiusz Herman pisał:

„Były to czasy Polski międzywojennej, kiedy w wielu szpitalach, a zwłaszcza w Szpitalu na Czystem roiło się od tzw. lekarzy wolontariuszy. Ulicą Wolską ku Dworskiej zmierzały wówczas rzesze lekarzy. Wśród wolontariuszy, przeważnie młodych, nigdy nie zbrakło jednego z nich – Goldflama. Jego majestatyczna postać o pięknej okolonej siwą czupryną głowie, twarzy skupionej, ozdobionej krótką, białą bródką, oczach szarych, przenikliwych, uważnych i zawsze badawczych, widniała co rano na przednim pomoście tramwaju numer 5. Stał wsparty o laskę, głęboko zaczytany w jakimś piśmie naukowym lub gazecie. Gdy jeden z kolegów (dr Ludwik Zamenhof) zaproponował mu kiedyś ustąpienie miejsca siedzącego, odparł swym zwykłym, żartobliwie dobrotliwym tonem «wolę być bliżej steru» (...)”

O sztuce badania przedmiotowego Goldflama pisał następująco:

„[Goldflam] pospołu z młodymi badał chorych. A jakież to było mistrzowskie badanie! Zdawałoby się, że jednym ruchem odrzucenia kołdry z łóżka chorego pragnął wydrzeć tajemnicę chorobie. Słuchając wywiadów obnażał chorego, badając go uważnie przenikliwym swym wzrokiem. Żaden najdrobniejszy szczegół nie uszedł wówczas Jego uwadze. Nieraz już przez wynik jedynie oględzin zdumiewał nas ogromem misternie spostrzeżonych faktów. Wypytując dalej chorego i jakby prowadząc zwykłą gawędę, przeplatając ją tu i ówdzie miłym powiedzonkiem, ten mistrz w palpacji ulubionym swym ruchem palpacyjnym wyłuskiwał dalsze objawy chorobowe.”

Według Hermana Goldflam swoje obserwacje spisywał na kawałkach papieru lub własnych mankietach.

## Uznanie
23 lutego 1901 roku Goldflam świętował jubileusz 25-lecia pracy w zawodzie lekarskim. Otrzymał wówczas życzenia od najwybitniejszych europejskich neurologów – Benedikta, Bernhardta, Edingera, Erba, Eulenburga, Joffroya, Mariego, Mendla, Obersteinera, Raymonda, Schlesingera i Wernickego.
W 1949 roku na Międzynarodowym Kongresie Neurologów w Paryżu podobizna Goldflama znalazła się wśród fotografii najbardziej zasłużonych neurologów świata jako autora pracy o miastenii. Jego szkic biograficzny znalazł się też wśród 66 biogramów najwybitniejszych neurologów zebranych w trzytomowej pracy Grosse Nervenärzte.

## Śmierć

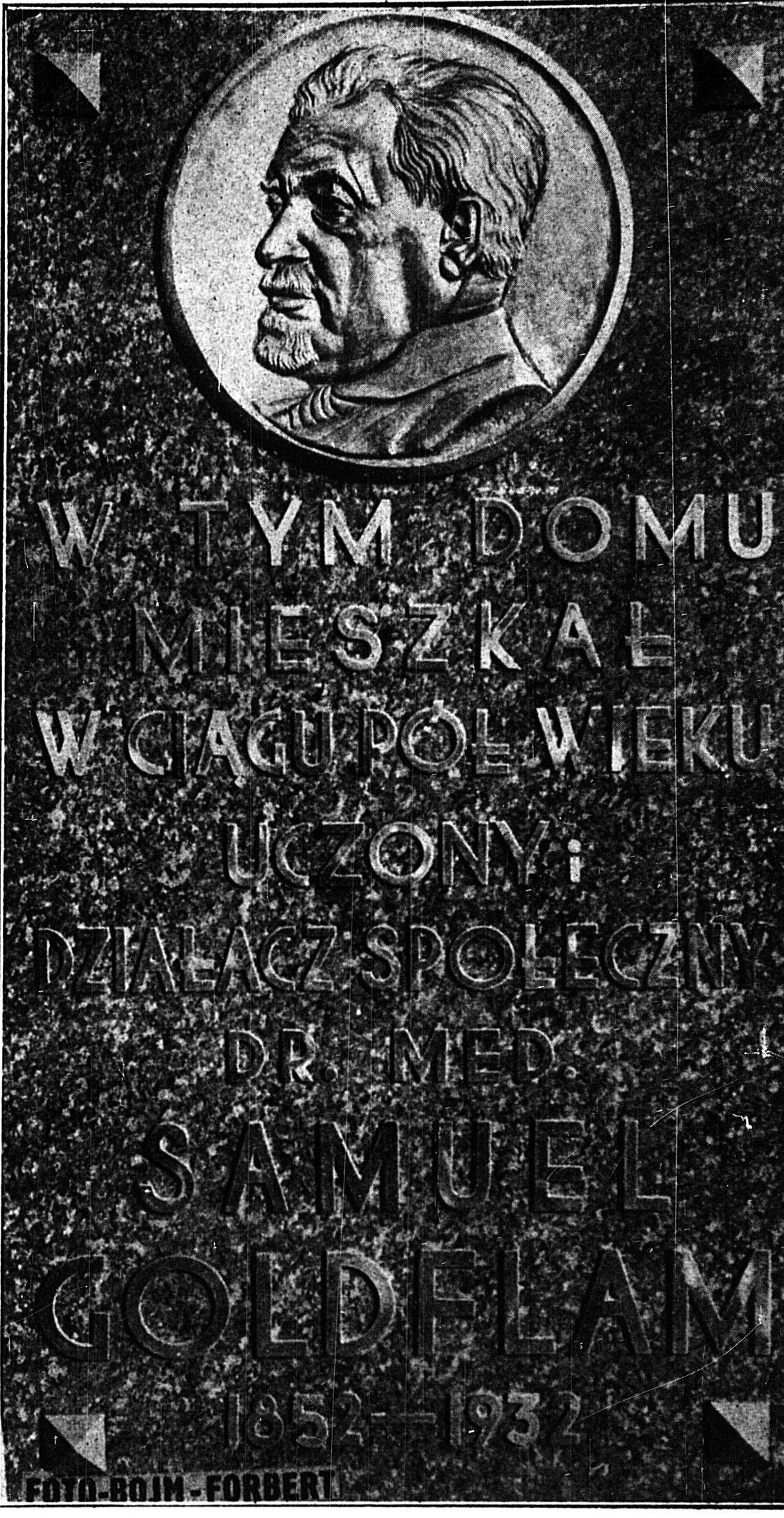
Tablica pamiątkowa na budynku przy ul. Granicznej 10 w Warszawie

Zmarł 26 sierpnia 1932 z powodu guza nowotworowego w śródpiersiu. Został pochowany 29 sierpnia na cmentarzu żydowskim przy ulicy Okopowej (kwatera 33, rząd 11). W uznaniu jego zasług pogrzeb odbył się na koszt Gminy Żydowskiej w Warszawie. Nad trumną przemawiał rabin Mojżesz Schorr. W kolejnych miesiącach prasa medyczna opublikowała wspomnienia pośmiertne, napisane przez Zamenhofa, Juliana Rotstadta, Zygmunta Bychowskiego, Odona Bujwida, Ludwika Bregmana, Władysława Sterlinga, Maksymiliana Biro, Jana Koelichena, Teofila Simchowicza, Cemacha Szabada, Lejba Wulmana, Jakuba Mackiewicza.
31 października w warszawskiej siedzibie B’nai B’rith odbyła się akademia żałobna na jego cześć. W roku następnym nakładem Towarzystwa Przyjaciół Uniwersytetu Hebrajskiego w Jerozolimie ukazała się wspomnieniowa publikacja Pamięci Dra Samuela Goldflama 1852–1932. Zawiązano też Komitet Uczczenia Pamięci dra Goldflama i utworzono fundusz, z którego odsetki przeznaczano na cele Gminy Żydowskiej. XV tom „Neurologii Polskiej” (1932) poświęcono zmarłym w tym roku Flatauowi i Goldflamowi.

## Memorabilia
W rocznicę śmierci w 1934 roku, na fasadzie domu przy Granicznej, gdzie mieszkał Goldflam, została wmurowana tablica pamiątkowa dłuta rzeźbiarza Abrahama Ostrzegi (tablica ta obecnie nie istnieje).
W Otwocku znajduje się ulica Goldflama (dawniej ulica Włodzimierska). Na jego cześć nazwano też dom opieki „Goldflammia” w Kirjat Mosze pod Jerozolimą.